# Lesní koutek Ralsko
Lesní koutek Ralsko je pojmenování stanice pro handicapované živočichy v Hradčanech na Českolipsku. Areál je u břehu Hradčanského rybníka a volně přístupný veřejnosti. Dříve zde a v širokém okolí byl veřejnosti uzavřený vojenský prostor Ralsko.

## Popis
Stanici pro poraněnou lesní zvěř z okolních lesů vybudoval státní Vojenské lesy a statky ČR s. p., který má poblíž své informační středisko. Vedou od něj kolem areálu dva značené turistické okruhy. V areálu ranče Osamělá Hvězda je v řadě klecí umístěna na doživotí celá řada zvířat, která by po svém zranění i přes léčbu nepřežila. Areál tvoří řada dřevěných staveb, kiosek s občerstvením a klece pro zvířata.

## Zvířata v areálu
Jsou zde v označených klecích s menším výběhem chovány: muflonka, daněk evropský, laň jelena lesního, prase divoké, liška obecná, kuna skalní, psík mývalovitý, krkavec velký, kalous ušatý, bažant královský a další.

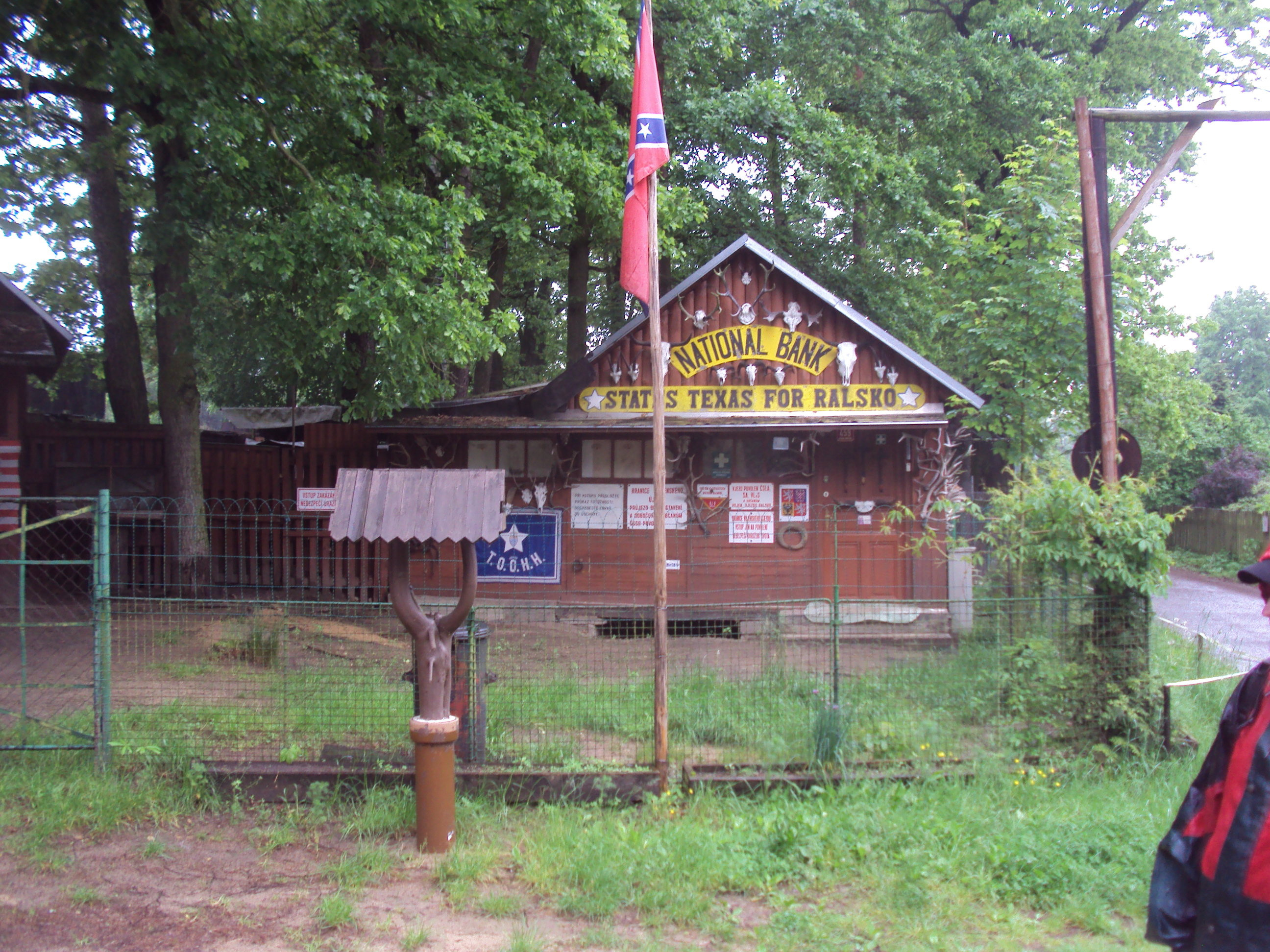
Lesní koutek Ralsko